# Senická pahorkatina
Senická pahorkatina je geomorfologický podcelek Chvojnické pahorkatiny.

## Vymezení
Podcelek leží v jihovýchodní části Chvojnické pahorkatiny a sousedí na severu s Unínskou pahorkatinou, na jihozápadě leží Myjavská niva a na jihu Podmalokarpatská sníženina, obě patřící do Borské nížiny. Východním směrem pokračuje zvlněná krajina Myjavskou pahorkatinou.

## Chráněná území
Východním okrajem území protéká řeka Myjava, jejíž vodní tok je přírodní památkou.

## Turismus
Turistické stezky jsou vybudovány zejména v okolí Senice, odkud vedou značené trasy do Smrdáků, na Kunovskou přehradu i do Hlbokého.

## Doprava
Údolím Myjavy vede silnice I/51 (Trnava - Holíč), kterou v okresním městě křižuje silnice II/500 (Šaštín-Stráže - Sobotište). Územím vede i železniční trať Kúty–Trnava.